# ساسكيا بورمايستر
ساسكيا بورمايستر (بالإنجليزية: Saskia Burmeister)‏ (ولد 12 فبراير 1985  في نيوساوث ويلز ) ممثلة أسترالية , عرفت أكثر عن أدوارها في كره أليسون اشلي ودوريات البحر .

## نشأنها
وُلدت بورميستر في نيو ساوث ويلز ، ونشأت في بيلينجن على الساحل الشمالي الأوسط لنيو ساوث ويلز. تلقت تعليمها في مدرسة موسمان الثانوية في سيدني ، وتدربت في المسرح الأسترالي للشباب.

## حياتها الشخصية
في فبراير 2008 ، تزوج بورميستر من الممثل الأسترالي جيمي كروفت. التقى بورميستر بكروفت لأول مرة في اختبار الفيلم وبعد أن لعبوا دور زوجين في الميثاق ، بدأوا في المواعدة. ولدى بورميستر وكروفت ولدان معًا ، جاكسون جاي «جيه جيه» ، ولد في مايو 2012 ، وبودي فينيكس في يونيو 2014.

## روابد خارجية
- ساسكيا بورمايستر على موقع IMDb (الإنجليزية)
- ساسكيا بورمايستر على موقع ألو سيني (الفرنسية)
- ساسكيا بورمايستر على موقع أول موفي (الإنجليزية)
- ساسكيا بورمايستر على موقع قاعدة بيانات الأفلام السويدية (السويدية)
- ساسكيا بورمايستر على موقع قاعدة بيانات الفيلم (الإنجليزية)
- ساسكيا بورمايستر على موقع كينوبويسك (الروسية)